# Xúbino
Xúbino (en rus: Шубино) és un poble de l'óblast de Nijni Nóvgorod, a Rússia, segons el cens del 2020 tenia 325 habitants, pertany al municipi d'Atxka.